# Murderdolls
A Murderdolls egy 2002-ben alakult amerikai glam metal szupergroup, több ismert zenész közös projektje. Egy nagylemez és annak turnéja után 2004-ben feloszlottak. Hat évvel később 2010-ben tértek vissza.

## Történet
Az együttest Joey Jordison (Slipknot) és Tripp Eisen (Static-X, ex-Dope) hozták össze a Frankenstein Drag Queens from Planet 13 nevű horror punk csapat énekesével. Egyetlen albumuk jelent meg, a 2002-es  Beyond the Valley of the Murderdolls, amelynek dalai eredetileg az énekes Wednesday 13 korábbi együttese számára íródtak, habár a kiadó Jordison és Eisen nevével reklámozta a lemezt. Ennek ellenére a csapat nem aratott teljes sikert az Amerikai Egyesült Államokban, viszont Angliában és Japánban nagyon népszerű volt. Eisen a lemez megjelenésének idején kilépett a zenekarból és visszatért a Static-X-hez, így a Murderdolls Acey Slade (ex-Dope) gitárossal indult turnéra.
Másfél év koncertezés után a Murderdolls 2004. január 17-én adta utolsó koncertjét. Az együttes hivatalosan nem oszlott fel, a tagok akkor úgy nyilatkoztak, hogy valamikor a jövőben egy második albumot is szeretnének elkészíteni. Mindenesetre azóta Wednesday 13 szólókarrierbe kezdett, Joey Jordison (itt gitáros) visszatért a Slipknotba dobolni, Acey Slade előbb a Trashlight Visionben alkotott tovább, majd létrehozta saját zenekarát Acey Slade and the Dark Party néven, emellett jelenleg Wednesday 13 turnézenekarában is játszik. Eric Griffin basszusgitáros a Murderdolls leállása után különböző zenekarokkal turnézott, majd visszatért korábbi együttesébe, a Synicalba. Ben Graves dobos egy japán turné erejéig csatlakozott a Dope együtteshez, majd az AntiProduct, később pedig a Nocturnal tagja lett.

## Stílusuk
A zenekar hangzásvilágát főleg a tagok zenei ízlése befolyásolta, olyan hard rock és glam rock előadók, mint a Kiss, Alice Cooper, a Mötley Crüe, illetve a horror punk csapat Misfits nyomán. Dalszövegeik szarkasztikus stílusban íródtak, témáik közt megtalálható a nekrofília és a sírrablás.

## Tagok
Utolsó felállás
- Wednesday 13 – ének (2002-máig)
- Joey Jordison – gitár, háttérének (2002-2021)
- Roman Surman – gitár, háttérének (2010-máig)
- Jack Tankersley – basszusgitár, háttérének (2010-máig)
- Racci "Dr. Sketchy" Shay – dobok (2010-máig)

Korábbi tagok
- Tripp Eisen – Gitár (2002)
- Acey Slade - Gitár, háttérének (2002-2004)
- Eric Griffin – basszusgitár (2002-2004)
- Ben Graves – dobok (2002-2004)

## Diszkográfia
- Right to Remain Violent (EP, 2002)
- Beyond the Valley of the Murderdolls (2002)
- Women & Children Last (2010)